# Rocquancourt
Rocquancourt és un municipi francès situat al departament de Calvados i a la regió de Normandia. L'any 2007 tenia 710 habitants.

## Demografia

### Població
El 2007 la població de fet de Rocquancourt era de 710 persones. Hi havia 254 famílies de les quals 42 eren unipersonals (17 homes vivint sols i 25 dones vivint soles), 83 parelles sense fills, 125 parelles amb fills i 4 famílies monoparentals amb fills.
La població ha evolucionat segons el següent gràfic:
Habitants censats

### Habitatges
El 2007 hi havia 263 habitatges, 256 eren l'habitatge principal de la família, 1 era una segona residència i 5 estaven desocupats. 254 eren cases i 4 eren apartaments. Dels 256 habitatges principals, 184 estaven ocupats pels seus propietaris, 68 estaven llogats i ocupats pels llogaters i 4 estaven cedits a títol gratuït; 1 tenia una cambra, 11 en tenien dues, 56 en tenien tres, 60 en tenien quatre i 128 en tenien cinc o més. 219 habitatges disposaven pel capbaix d'una plaça de pàrquing. A 80 habitatges hi havia un automòbil i a 155 n'hi havia dos o més.

### Piràmide de població
La piràmide de població per edats i sexe el 2009 era:
| Homes | Edats   | Dones |
| ----- | ------- | ----- |
| 0     | 95 o +  | 0     |
| 0     | 90 a 94 | 0     |
| 4     | 85 a 89 | 4     |
| 4     | 80 a 84 | 0     |
| 4     | 75 a 79 | 8     |
| 0     | 70 a 74 | 8     |
| 12    | 65 a 69 | 8     |
| 20    | 60 a 64 | 16    |
| 16    | 55 a 59 | 24    |
| 32    | 50 a 54 | 12    |
| 20    | 45 a 49 | 24    |
| 20    | 40 a 44 | 8     |
| 24    | 35 a 39 | 32    |
| 24    | 30 a 34 | 36    |
| 4     | 25 a 29 | 12    |
| 28    | 20 a 24 | 8     |
| 32    | 15 a 19 | 16    |
| 16    | 10 a 14 | 44    |
| 16    | 5 a 9   | 24    |
| 16    | 0 a 4   | 12    |

## Economia
El 2007 la població en edat de treballar era de 457 persones, 355 eren actives i 102 eren inactives. De les 355 persones actives 330 estaven ocupades (172 homes i 158 dones) i 25 estaven aturades (10 homes i 15 dones). De les 102 persones inactives 33 estaven jubilades, 36 estaven estudiant i 33 estaven classificades com a «altres inactius».

### Ingressos
El 2009 a Rocquancourt hi havia 286 unitats fiscals que integraven 788,5 persones, la mediana anual d'ingressos fiscals per persona era de 19.261 €.

### Activitats econòmiques
Dels 20 establiments que hi havia el 2007, 2 eren d'empreses extractives, 1 d'una empresa de fabricació d'altres productes industrials, 5 d'empreses de construcció, 3 d'empreses de comerç i reparació d'automòbils, 2 d'empreses de transport, 2 d'empreses immobiliàries, 1 d'una empresa de serveis, 2 d'entitats de l'administració pública i 2 d'empreses classificades com a «altres activitats de serveis».
Dels 6 establiments de servei als particulars que hi havia el 2009, 2 eren tallers de reparació d'automòbils i de material agrícola, 1 fusteria i 3 lampisteries.
L'any 2000 a Rocquancourt hi havia 5 explotacions agrícoles.

## Equipaments sanitaris i escolars
El 2009 hi havia una escola elemental.

## Poblacions més properes
El següent diagrama mostra les poblacions més properes.